# Campeonato Asiático de Balonmano Femenino de 2024
El Campeonato Asiático de Balonmano Femenino de 2024 fue la 20.ª edición del Campeonato Asiático de Balonmano Femenino, que tuvo lugar en Nueva Delhi, India del 3 al 10 de diciembre de 2024. El torneo sirvió de clasificación para el Campeonato Mundial de Balonmano Femenino de 2025.

## Fase de grupos
El sorteo de la fase de grupos se realizó el 18 de octubre de 2024.

### Grupo A
| Equipo        | J | G | E | P | GF  | GC  | DG   | PTS |
| ------------- | - | - | - | - | --- | --- | ---- | --- |
| Corea del Sur | 3 | 3 | 0 | 0 | 102 | 39  | +63  | 6   |
| Kazajistán    | 3 | 2 | 0 | 1 | 86  | 63  | +23  | 4   |
| China         | 3 | 1 | 0 | 2 | 87  | 63  | +24  | 2   |
| Singapur      | 3 | 0 | 0 | 3 | 22  | 132 | -110 | 0   |

- Resultados

| Fecha | Hora  | Partido       | Partido | Partido       | Resultado |
| ----- | ----- | ------------- | ------- | ------------- | --------- |
| 03.12 | 12:00 | China         | -       | Kazajistán    | 26-28     |
| 03.12 | 16:00 | Corea del Sur | -       | Singapur      | 47-5      |
| 04.12 | 12:00 | Singapur      | -       | China         | 10-47     |
| 04.12 | 16:00 | Kazajistán    | -       | Corea del Sur | 20-30     |
| 06.12 | 12:00 | Kazajistán    | -       | Singapur      | 38-7      |
| 06.12 | 16:00 | Corea del Sur | -       | China         | 25-14     |

### Grupo B
| Equipo    | J | G | E | P | GF  | GC  | DG  | PTS |
| --------- | - | - | - | - | --- | --- | --- | --- |
| Japón     | 3 | 3 | 0 | 0 | 129 | 35  | +94 | 6   |
| Irán      | 3 | 2 | 0 | 1 | 72  | 81  | -9  | 4   |
| India     | 3 | 1 | 0 | 2 | 76  | 108 | -32 | 2   |
| Hong Kong | 3 | 0 | 0 | 3 | 51  | 104 | -53 | 0   |

- Resultados

| Fecha | Hora  | Partido   | Partido | Partido   | Resultado |
| ----- | ----- | --------- | ------- | --------- | --------- |
| 03.12 | 14:00 | Japón     | -       | Irán      | 34-14     |
| 03.12 | 18:00 | India     | -       | Hong Kong | 31-28     |
| 04.12 | 14:00 | Hong Kong | -       | Japón     | 6-47      |
| 04.12 | 18:00 | Irán      | -       | India     | 32-30     |
| 06.12 | 14:00 | Irán      | -       | Hong Kong | 26-17     |
| 06.12 | 18:00 | India     | -       | Japón     | 15-48     |

## Fase final
|  | Semifinales    | Semifinales    |       |               | Final           | Final           |  |
|  | 8 de diciembre | 8 de diciembre |       |               | 10 de diciembre | 10 de diciembre |  |
|  |                |                |       |               |                 |                 |  |
|  |                |                |       |               |                 |                 |  |
|  | Corea del Sur  | 33             |       |               |                 |                 |  |
|  | Corea del Sur  | 33             |       |               |                 |                 |  |
|  | Irán           | 20             |       |               |                 |                 |  |
|  | Irán           | 20             |       | Corea del Sur | 24              |                 |  |
|  |                |                |       | Corea del Sur | 24              |                 |  |
|  |                |                | Japón | 25            |                 |                 |  |
|  | Japón          | 30             | Japón | 25            |                 |                 |  |
|  | Japón          | 30             |       |               |                 |                 |  |
|  | Kazajistán     | 23             |       |               | Tercer lugar    | Tercer lugar    |  |
|  | Kazajistán     | 23             |       |               | Tercer lugar    | Tercer lugar    |  |
|  |                |                |       |               |                 |                 |  |
|  |                |                |       |               | Irán            | 22              |  |
|  |                |                |       |               | Irán            | 22              |  |
|  |                |                |       |               | Kazajistán      | 28              |  |
|  |                |                |       |               | Kazajistán      | 28              |  |
|  |                |                |       |               |                 |                 |  |

### Semifinales
- Resultados

| Fecha | Hora  | Partido       | Partido | Partido    | Resultado |
| ----- | ----- | ------------- | ------- | ---------- | --------- |
| 08.12 | 16:00 | Corea del Sur | -       | Irán       | 33-20     |
| 08.12 | 18:00 | Japón         | -       | Kazajistán | 30-23     |

### Tercer puesto
- Resultados

| Fecha | Hora  | Partido | Partido | Partido    | Resultado |
| ----- | ----- | ------- | ------- | ---------- | --------- |
| 10.12 | 16:00 | Irán    | -       | Kazajistán | 22-28     |

### Final
- Resultados

| Fecha | Hora  | Partido       | Partido | Partido | Resultado |
| ----- | ----- | ------------- | ------- | ------- | --------- |
| 10.12 | 18:00 | Corea del Sur | -       | Japón   | 24-25     |

| Bandera de Japón        |
| Campeón Japón 2º título |

## Medallero
| Japón | Corea del Sur | Kazajistán |
| Maki Yamaguchi Miyako Hatsumi Arisa Kinjo Atsuko Baba Kaho Nakayama Mana Sakaki Ayaka Ohmatsuzawa Natsuki Aizawa Ayumu Nakamura Yuko Akutsu Haruno Sasaki Haruka Igeta Shiori Saito Ayami Yonezawa Yuki Yoshidome Clare Francis Gray Ayane Natsubori Yu Maeda Kayoko Ando | Oh Sa-ra Seo Aru Song Hae-ri Yun Ye-jin Lee Yeong-yeong Park Sae-young Jeon Ji-yeon Kim Ji-hyun Son Mink-young Woo Bitna Kang Eun-seo Hur You-jin Gim Bo-eun Jung Ji-in Kim Min-seo Cha Seo-yeon Jeong Jin-hui Lee Hye-won | Mariya Sitnikova Zhanerke Kuandykova Veronika Khardina Kristina Radayeva Zlata Zvyagina Zhannat Aitenova Luiza Khassanova Araylim Abdikhamit Irina Khassakhanova Zhanerke Seitkassym Xeniya Pupchenkova Alessya Malysheva Tatyana Davydova Darya Kolesnichenko Dana Abilda Mariya Pupchenkova Kira Nemtyreva Nazym Sabyrzhankyzy |

## Clasificación general
| Posición | Equipo           |
| -------- | ---------------- |
|          | Japón CM         |
|          | Corea del Sur CM |
|          | Kazajistán CM    |
| 4        | Irán CM          |
| 5        | China            |
| 6        | India            |
| 7        | Hong Kong        |
| 8        | Singapur         |